# این متفاوته
این متفاوته (انگلیسی: It'z Different) نخستین آلبوم تک‌آهنگ ایتزی، گروه دخترانه اهل کره جنوبی است. این آلبوم در ۱۲ فوریه ۲۰۱۹ توسط جی‌وای‌پی انترتینمنت با تک‌آهنگ آغازین «دالا دالا» منتشر شد.

## فهرست قطعات
| فهرست قطعات این متفاوته | فهرست قطعات این متفاوته                          | فهرست قطعات این متفاوته | فهرست قطعات این متفاوته                                          | فهرست قطعات این متفاوته | فهرست قطعات این متفاوته |
| شماره                   | نام                                              | سراینده                 | آهنگساز                                                          | تنظیم                   | مدت                     |
| ----------------------- | ------------------------------------------------ | ----------------------- | ---------------------------------------------------------------- | ----------------------- | ----------------------- |
| ۱.                      | «دالا دالا» (달라달라; lit. Different Different) | گالاستیکا               | گالاستیکا اتنا                                                   | گالاستیکا               | ۳:۱۹                    |
| ۲.                      | «Want It?»                                       | لی سو ران تامی پارک     | امیل گانتوس کیث هتریک آلیسون گیلیس ایمی پرول یتنی فیلیپس ارین بک | ارین گانتوس کیث هتریک   | ۳:۲۰                    |
| مجموع مدت:              | مجموع مدت:                                       | مجموع مدت:              | مجموع مدت:                                                       | مجموع مدت:              | ۶:۳۹                    |

## جدول‌ها
| جدول (۲۰۱۹)                                  | بهترین جایگاه |
| -------------------------------------------- | ------------- |
| ژاپن (۱۰۰ آهنگ داغ بیلبورد ژاپن)             | ۳۱            |
| مالزی (آرآی‌ام)                               | ۸             |
| تک‌آهنگ‌های داغ نیوزیلند (آرام‌ان‌زی)            | ۲۰            |
| سنگاپور (آرآی‌ای‌اس)                           | ۳             |
| کره جنوبی (گائون)                            | ۲             |
| کره جنوبی (۱۰۰ آهنگ داغ کی-پاپ)              | ۲             |
| فروش تراته‌های دیجیتال جهانی آمریکا (بیلبورد) | ۲             |

## تاریخچه انتشار
| منطقه     | تاریخ         | فرمت                  | ناشر                      | منابع  |
| --------- | ------------- | --------------------- | ------------------------- | ------ |
| کره جنوبی | ۱۲ فوریه ۲۰۱۹ | دانلود دیجیتال استریم | جی‌وای‌پی انترتینمنت دریموس | [ ۱۲ ] |
| مختلف     | ۱۴ فوریه ۲۰۱۹ | دانلود دیجیتال استریم | جی‌وای‌پی انترتینمنت دریموس | [ ۱۲ ] |